# فیلیپو مینارینی
فیلیپو مینارینی (انگلیسی: Filippo Minarini؛ زادهٔ ۶ مارس ۱۹۹۴) بازیکن فوتبال اهل ایتالیا است.
از باشگاه‌هایی که در آن بازی کرده‌است می‌توان به باشگاه فوتبال مودنا اشاره کرد.